# Maxchernes plaumanni
Espèce
Maxchernes plaumanni est une espèce de pseudoscorpions de la famille des Chernetidae.

## Distribution
Cette espèce est endémique de Santa Catarina au Brésil. Elle se rencontre vers Seara.

## Description
Maxchernes plaumanni mesure de 1,6 à 1,7 mm.

## Étymologie
Cette espèce est nommée en l'honneur de Fritz Plaumann.

## Publication originale
- Beier, 1974 : Brasilianische Pseudoscorpione aus dem Museum in Genf. Revue Suisse de Zoologie, vol. 81, no 4, p. 899-909 (texte intégral).